# Eupithecia albispumata
Euphitecia albispumata es una especie de polilla de la familia Geometridae. La especie fue descrita por primera vez por William Warren habiendo sido descrita en 1893, con distribución en desde el sur y oeste del Himalaya (Nepal y Assam) hasta el sur de China (Yunnan) y el norte de Myanmar. El sintipo de la especie fue descrita en Kashi.
Tiene gran parecido con otra especie de Nepal, la Eupithecia lobbichlerata, del que se distingue por su morfología genital.